# Лискијаце (Удине)
Лискијаце је насеље у Италији у округу Удине, региону Фурланија-Јулијска крајина.
Према процени из 2011. у насељу је живело 45 становника. Насеље се налази на надморској висини од 543 м.